# Shara Gillow
Shara Gillow (Nambour, Queensland, 23 de desembre de 1987) és una ciclista australiana actualment a l'equip FDJ-Nouvelle Aquitaine-Futuroscope. Ha guanyat dues medalles als Campionats del Món en Contrarellotge per equips, i s'ha proclamat quatre cops campiona nacional en contrarellotge i tres cops campiona d'Oceania en la mateixa modalitat.

## Palmarès
- 2011
  -  Campiona d'Oceania en ruta
  - Campiona d'Oceania en contrarellotge
  -  Campiona d'Austràlia en contrarellotge
  - Vencedora d'una etapa al Giro d'Itàlia
- 2012
  -  Campiona d'Austràlia en contrarellotge
  -  Campiona d'Oceania en contrarellotge
- 2013
  -  Campiona d'Austràlia en contrarellotge
  - Vencedora d'una etapa al Giro del Trentino
  - Vencedora d'una etapa a la Volta a Turíngia
- 2014
  -  Campiona d'Oceania en contrarellotge
  - Vencedora d'una etapa al Santos Women's Tour
- 2015
  -  Campiona d'Austràlia en contrarellotge
  - 1a a l'Open de Suède Vårgårda TTT
- 2017
  - 1a al Tour del Charente Marítim i vencedora de 2 etapes